# Emak SpA
 (septembre 2021).
Si vous disposez d'ouvrages ou d'articles de référence ou si vous connaissez des sites web de qualité traitant du thème abordé ici, merci de compléter l'article en donnant les références utiles à sa vérifiabilité et en les liant à la section « Notes et références ».

Emak SpA est un groupe industriel italien spécialisé dans la production et la distribution de machines, composants et accessoires pour le jardinage, l'agriculture, la sylviculture et l'industrie. Ses marques sont : Efco, Oleo-Mac, Staub, Victus, Bertolini et Nibbi. La gamme de produits comprend plus de 250 modèles, y compris tronçonneuses, débroussailleuses, tondeuses, tracteurs de jardin, motoculteurs, broyeurs, et divers engins de transport. 

## Histoire
La société Emak SpA est fondée en 1992 avec la fusion des sociétés Oleo-Mac SpA et Efco SpA, deux entreprises spécialisées dans la production d'équipements pour le jardinage et le secteur forestier, déjà actives dans la région d'Émilie-Romagne en Italie depuis les années 70 :
- Oleo-Mac SpA, fondée en 1972 par Ariello Bartoli, désormais président de la société mère Yama S.p.A., holding industrielle regroupant plus de 30 sociétés opérationnelles, constructeur mondialement réputé de tronçonneuses forestières,
- Efco SpA, créée en 1978 par Giacomo Ferretti, aujourd'hui président du groupe Emak SpA. En peu de temps, Efco devient un des leaders mondiaux de débroussailleuses.

Avant de fusionner en 1992, ces deux sociétés ont rejoint le groupe YAMA SpA en 1989.
Emak SpA a obtenu la certification ISO 9001 en 1996 et entre à la Bourse de Milan en juin 1998 puis devient un groupe international avec l'acquisition de 9 entreprises.
En 2001, le groupe développe son informatique et son e-commerce en partenariat avec ARI Network Services, Inc .
En 2003, Emak rachète Staub-motoculture.
En 2008, après l'acquisition de Bertolini SpA, la société étend sa gamme de machines pour l'agriculture et le jardinage distribuées sous les noms de marque Bertolini et Nibbi.
En novembre 2014, Comet SpA II, filiale d'Emak, acquiert 70 % du capital de Lemasa LTDA
basée au Brésil.

## Implantation
Emak dispose de quatre unités de production : deux en Italie et deux en Chine, et neuf succursales en Allemagne, France, Grande-Bretagne, Espagne, Pologne, Ukraine, États-Unis, Chine et Brésil.

## Marques et applications
Oleo-Mac et Efco marquent des machines pour le jardinage et la sylviculture. Pour le secteur de la grande culture, les marques sont Bertolini et Nibbi, également distribuées  chez les concessionnaires de machines agricoles et tracteurs.